# Holt (Overijssel)
 Holt  is een buurtschap behorend tot de gemeente Dalfsen, in de provincie Overijssel.
De buurtschap ligt in het buitengebied van Oudleusen, tussen de provinciale weg N340 (de Hessenweg) en de Overijsselse Vecht.
Hoofdplaats: Dalfsen      Dorpen: Ankum · Hoonhorst · Lemelerveld · Nieuwleusen · Oudleusen

Buurtschappen: Broekhuizen · Dalfserveld · Dalmsholte (deels) · De Marshoek · De Meele · Den Hulst · Emmen · Engeland · Gerner · Hessum · Holt · Lenthe · Mataram · Millingen · Ooster-Dalfsen · Oudleusenerveld · Rechteren · Rosengaarde · Ruitenveen · Slennebroek · Strenkhaar · Vennenberg · Welsum

Voormalige gemeenten: Nieuwleusen

Overijssel · Steden en dorpen in Overijssel      Nederland · Provincies · Gemeenten